# Socrate
Socrate (greacă: Σωκράτης Sōkrátēs; n. 469 î.Hr., Alopeke⁠(d), Antiochis⁠(d), Atena clasică – d. 15 februarie 399 î.Hr., Atena, Atena clasică) a fost un filosof din Grecia antică.

## Viața lui Socrate

### Educația
Socrate s-a născut în Alopeke⁠(d), o demă din Atena antică, în 470 î.Hr., adică la sfârșitul războaielor medice. Mama sa, Phainarete, era moașă; tatăl său, Sophroniscos (Σωφρονίσκος), era cioplitor în piatră sau sculptor.
Probabil că Socrate a primit educația de care aveau parte tinerii atenieni din vremea sa: muzică, gimnastică și gramatică, adică studiul limbii bazat pe comentarii de texte.
Printre maeștrii a căror frecventare ar fi contribuit la formarea gândirii lui Socrate, Maximus din Tyr citează doua femei: Aspasia din Milet⁠(en)[traduceți] (Ἀσπασία), o curtezană, și Diotima (Διοτίμα) din Mantineea, o preoteasă. Despre prima, Platon vorbește în Menexenos, dar este evidentă ironia lui Socrate atunci când face din ea un profesor de elocință; și Xenofon vorbește de Aspasia în legătură cu Socrate, iar după Eschine, ea l-ar fi învățat pe Socrate doctrina dragostei care-i face pe oameni mai buni. Cât despre Diotima, ea este cunoscută mai ales datorită celebrului pasaj din Banchetul, unde preoteasa din Mantineea povestește nașterea lui Eros.
De la Socrate a rămas citatul: „Singurul lucru pe care îl știu este că nu știu nimic”.
Socrate a fost atât de dur în formularea acestui principiu, fiindcă îi critica pe cei care se credeau în materie de cunoaștere „alfa și omega”, fără să recunoască atunci când nu știau ceva.

### Viața familială
Asupra vieții de familie a lui Socrate există câteva amănunte nu întotdeauna concordante; cert este că el s-a căsătorit cu Xantipa. 
Socrate a avut cu aceasta trei copii, Lamprocles, primul născut, Sophroniscos și Menexenos. Acesta a mai avut doi copii cu cea de-a doua soție, Myrto.

### Viața politică
A luat parte la trei campanii militare în calitate de infanterist. La începutul războiului peloponesiac a participat la asediul Potideei, în Chalcidica, între anii 432 î.Hr. și 429 î.Hr. L-a avut ca tovarăș de arme pe Alcibiade, pe care-l salvează atunci când acesta, rănit, era cât pe ce să cadă în mâinile dușmanului. În 424 î.Hr., cinci ani după ciuma abătută asupra Atenei, Socrate se regăsește în bătălia de la Delion, unde trupele ateniene sunt zdrobite de către tebani. Acolo, el îi salvează viața lui Xenofon, prins sub calul care căzuse peste el.
În 422 î.Hr., Socrate participă la expediția pentru cucerirea orașului Amfipolis.

### Caracterul
Socrate nu a scris nimic. Despre el, despre metodele și ideile sale aflăm din opera contemporanilor săi, în primul rând a lui Platon, dar și ale lui Xenofon și Aristofan. Curajul lui Socrate merge mână în mână cu o răbdare, o simplitate și o stăpânire de sine capabile să înfrunte orice încercare. La banchete era un conviv vesel și agreabil, care bea la fel de mult ca tovarășii săi, dar fără a se cufunda vreodată în beție, așa cum li se întâmplă acestora, ispravă ce-l umplea de admirație pe Alcibiade.
Mânia, ieșirile violente, dușmănia îi sunt necunoscute. Primind de la cineva o lovitură de picior, iar oamenii mirându-se de resemnarea sa, Socrate se justifica: "Dacă un măgar m-ar fi lovit cu copita, l-aș fi dat în judecată?"
Îmbrăcămintea lui Socrate era întotdeauna modestă, atât din cauza sărăciei, cât și a simplității sale; niciodată n-a fost văzut afișând o neglijență vestimentară, cum o vor face cinicii. Unii își afectează zdrențele, de aceea i-a și spus Socrate filosofului cinic care-și etala găurile hainei: "Îți văd deșertăciunea prin mantie".
Lui Socrate nimic nu-i este mai străin decât aroganța, iar atunci când vede în agora Atenei obiectele de tot felul expuse de negustori admirației și lăcomiei cumpărătorilor, se mulțumește să spună: "Câte lucruri de care eu nu am nevoie există!".
S-a zis că Socrate era deosebit de urât: chel, purtând barbă, cu nasul borcănat. Alcibiade, după ce afirma în Banchetul, că Socrate seamănă cu satirul Marsyas, adaugă că este asemeni acelor statui de sileni, care se deschid și conțin înăuntru imaginile unor divinități, chipul lui Socrate ascunzând cel mai frumos dintre suflete, la fel cum discursurile sale aparent naive și glumețe ascund cea mai mare profunzime. 
Figura lui Socrate nu putea să nu-i scandalizeze pe atenieni, întrucât pentru ei frumusețea fizică era simbolul frumuseții lăuntrice și nimic nu părea a fi mai incompatibil decât urâțenia lui Socrate și puritatea sa morală.

### Contribuția spirituală și acel „Daemon a lui Socrate”
Există precizarea făcută de Aristotel, în Metafizica sa, că Socrate a introdus în gândirea filosofică „raționamentele inductive" și „definițiile generale". Prin „raționamentele inductive" Stagiritul exprimă faptul că maestrul pornea de la realitățile vieții, de la faptele concrete și particulare pe care i le oferea experiența de zi cu zi în contactul său permanent cu oamenii. În ce privește „definițiile generale" ele sunt în accepțiunea dată de Aristotel totuna cu noțiunile-cheie vehiculate mereu de Socrate și transmise ca atare de Platon și de Xenofon: cumpătarea, curajul, înțelepciunea ș.a. Este adevărat, după cum subliniază un mare elenist român, Șt. Bezdechi, că Socrate era „un semănător de îndoială", că știuse să înfrunte, singur, mânia mulțimilor dezlănțuite, că asculta de „daemonul său", acea „voce lăuntrică", care îl sfătuia ce să facă și de ce să se ferească, dar toate acestea erau puse numai și numai în slujba adevărului, a binelui individual și social, menite să conducă pe atenieni pe calea virtuții. 
A se lua în considerare că interpretarea Socratică a cuvântului "daemon" nu are nici o legătură cu conotația contemporană negativă a cuvântului "demon" al tradiției creștine, așa cu afirmă unii critici. Socrate a trăit cu aproximativ 4 secole î.Hr., iar această asociere evident nu avea cum să aibă loc. Etimologic, cuvântul "daemon" are aceeași rădăcină cu termenul "deus" care desemna cuvântul "zeu" și se referea la vocea profundă a conștiinței, aceea voce divină călăuzitoare. Acest lucru nu înseamnă că ulterior termenul "daemon" nu ar fi putut fi împrumutat în tradiția creștină pentru a desemna spiritele negative.
Condamnarea înțeleptului și moartea lui, bând cucuta (399 î.e.n.) a umplut de mâhnire pe toți concetățenii care l-au cunoscut. La Atena, în semn de doliu național, teatrele și palestrele s-au închis, măsuri cu totul excepționale pentru acele timpuri. Dar nici acuzatorii lui n-au avut o soartă mai bună - 
În primul rând, acest cetățean unic, cu un respect adânc sădit față de legi, a știut ca puțini alții să distingă, în mod tranșant, între ceea ce este aparentă, fenomen și strălucire trecătoare și între esență, ființarea nesupusă vicisitudinilor și capriciilor de moment. Această delimitare pe care Socrate o recomandă în permanență era cu atât mai utilă atenienilor, cu cât nicăieri n-a fost mai prețuit ca la ei spectacolul, exhibiția, în toate sensurile posibile „A fi" și „a părea" — această polaritate reprezintă cheia de boltă „a cunoașterii de sine" — principiu atât de fecund în gândirea socratică și cu ramificații nebănuite în istoria gândirii și culturii universale. Ca o dovada evidentă a fecundității, supraviețuirii si răspândirii acestui postulat socratic, inspirat lui de oracolul de la Delfi, vom da, din lipsa de spațiu, un singur dar grăitor exemplu. Știți oare ce le reproșează Ovidiu în cartea a IlI-a a „Artei iubirii” femeilor în bătălia lor de afirmare în fața bărbaților? Nesocotirea acestui principiu socratic, textual reprodus de poetul latin și tomitan „Nu vă cunoașteți pe voi înșivă"
O altă problemă, specifică înțeleptului atenian, dezbătută de Platon și de Xenofon, dar cu unele accente particulare de acesta din urmă este cea a „demonului" socratic (daimonion) despre care s-a scris o întreagă literatură. Să amintim și la noi frecventa utilizare a termenului și a noțiunii în poezia lui Mihai Eminescu (Înger și demon ș.a.), de către Lucian Blaga („Daimonion"), Pompiliu Constantinescu („Eros și daimonion") ș. a. În literatura universală conceptul are o tradiție îndelungată din antichitate, Evul mediu, Renaștere, la romanticii, Goethe, Lermontov etc. Nu greșesc comentatorii mai noi când încearcă să echivaleze cu „datele ultime ale conștiinței" acea voce divină, lăuntrică (innere Stimme, spune Schiller), pe care o auzea Socrate.
În multe locuri din textele traduse apare acest „enigmatic" daimonion, care o dată îl împiedică, o dată îl îmboldește pe înțelept să facă ceva și despre care s-a făcut remarca că spre deosebire de textele din „Apologia lui Socrate” de Platon, unde faimoasa voce lăuntrică, divină „reprezintă mai mult un avertisment personal, la Xenofon ea capătă un sens mai extins, autorizându-l pe Socrate să-și sfătuiască și amicii „ce și cum să săvârșească ceva”. Daimonion, acest "numen divinum"', are o tradiție bogată, într-un anumit sens, și în epoca presocratică îl întâlnim la Homer cu înțelesul de „sărman" („săracul de tine") dar și de „nerod" — cum s-a perpetuat și la noi în gura poporului. W.K.C Guthrie ni-l prezintă la Empedocle ca „promotor al atracției și al respingerii", apoi la Hesiod, unde „oamenii buni ai vârstei de aur (daimones) au devenit pe pământ „paznici" ai muritorilor, apărători ai dreptății împotriva răului". Termenul apare și la Plutarh unde E.R. Dodds îl raportează chiar la „teoria modernă a telepatiei vibratorii" și îi atribuie o „supernormal precognition".

### Procesul
O personalitate de anvergura lui Socrate nu putea să nu ajungă să fie urâtă de vanitoși și, mai ales, neînțeleasă de spiritele mărginite, care vedeau în el doar un parazit ce se slujea de ironie, își atrăgea simpatia tinerilor și constituia un pericol pentru ordinea socială.
În 398, Socrate a fost acuzat de către Meletos, Anytos și Lycon. Actul de acuzare era astfel întocmit: "Eu, Meletos, fiul lui Meletos, din dema Pitthea, acuz sub jurământ pe Socrate, fiul lui Sophroniscos, din dema Alopex. Socrate se face vinovat de crima de a nu recunoaște zeii recunoscuți de cetate și de a introduce divinități noi; în plus, se face vinovat de coruperea tinerilor. Pedeapsa cerută: moartea".
Meletos era un poet obscur, iar Lycon era retor; sufletul procesului pare să fi fost Anytos, un tăbăcar bogat care reprezenta interesele comercianților, fiind așadar puternic și influent. Socrate i-a reproșat public faptul de a nu se gândi la educația fiului său decât pentru a face din el un tăbăcar capabil să preia afacerile părintelui, de unde, conform lui Xenofon, dorința de răzbunare a lui Anytos. După toate aparențele, Anytos era sincer convins că vede în Socrate un personaj periculos.

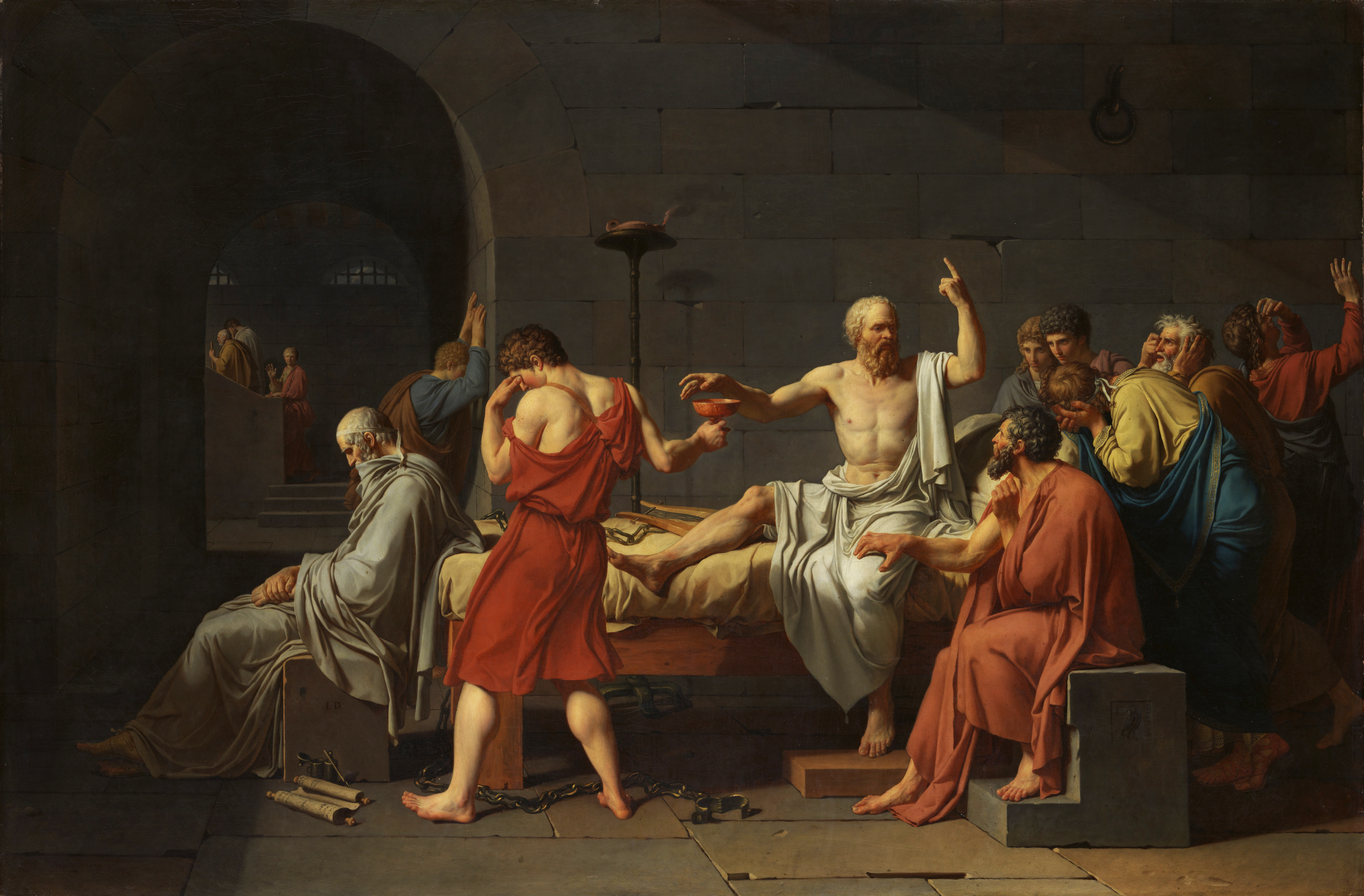
Moartea lui Socrate, tablou pictat de Jacques-Louis David, 1787. Este expus la Metropolitan Museum of Art din New York.

Procesul lui Socrate nu este doar un eveniment istoric singular, irepetabil; procesul lui Socrate este procesul intentat gândirii care cercetează, dincolo de mediocritatea cotidiană, adevăratele probleme. Socrate este acela care, uimindu-ne, ne interzice să gândim potrivit unor obișnuințe dobândite. Socrate se situează așadar la antipozii confortului intelectual, ai conștiinței împăcate și ai seninătății blajine.
Adus în fața tribunalului, Socrate refuză ajutorul lui Lysias, avocat de meserie. Textul lui Platon Apărarea lui Socrate reproduce probabil îndeaproape apărarea prezentată de Socrate judecătorilor. Această pledoarie se împarte în trei părți:
- Socrate spune cine este și le va înfățișa judecătorilor misiunea încredințată lui de către divinitate: să deștepte conștiința contemporanilor săi. Nu reușește să-i convingă pe judecători; limbajul minciunii se dovedește mai convingător decât cel al adevărului. Judecătorii deliberează și 281 de voturi îl declară pe Socrate vinovat, contra a 278 (sau 221 după alte manuscrise). Acuzatorii ceruseră moartea, dar acuzatul era liber să facă o contrapropunere iar judecătorii urmau să aleagă una ori alta dintre pedepse.
- Socrate cere să fie hrănit în pritaneu. Iată ultimul act al serioasei ironii a lui Socrate: faptul de-a cere o recompensă pentru felul cum s-a purtat nu este din partea sa sfidare, ci sinceritate. Fiindcă trebuia stabilită o sancțiune va propune o amendă de o mină, adică întreaga lui avere. Răspunsul lui Socrate le-a părut probabil judecătorilor o insultă adusă magistraților, așa încât la urne condamnarea la moarte a avut 80 de voturi mai mult decât avusese vinovăția sa.
- Socrate le spune adio judecătorilor săi, făcându-i responsabili pe vecie pentru moartea sa.

Socrate a stat înlănțuit 30 de zile, dar în fiecare zi primea vizita prietenilor și se întreținea cu aceștia. Ei nu au stat degeaba și au pregătit un plan de evadare pe care Socrate îl refuză.
La data executării sentinței, toți prietenii lui Socrate erau de față cu excepția lui Aristippos, a lui Xenofon, aflat în Asia și a lui Platon, bolnav. El a fost obligat să bea o fiertură otrăvitoare de cucută și a murit în chinuri prelungite.
Socrate își dedică ultimele clipe conversației cu prietenii săi pe tema nemuririi sufletului, iar cuvintele sale au fost păstrate de Platon în Phaidon. Socrate se îmbăiază pentru ultima oară și refuză să aștepte ca soarele să fi dispărut cu totul la orizont înainte de a bea otravă. Apucând cu o mână sigură vasul cu cucută, el sorbi fără ezitare sau repulsie băutura mortală. Criton, îi sunt dator lui Asclepios un cocoș, vă rog să nu uitați să i-l dați, acestea au fost ultimele sale cuvinte. Trebuie înțeles aici, urmând sugestia lui L. Robin, că Socrate îl roagă pe Criton să aducă o jertfă zeului medicinei drept mulțumire că i-a vindecat sufletul de boala de-a fi fost unit cu un trup.

## Mesajul lui Socrate
Gândirea socratică gravitează în jurul cunoașterii de sine - Gnothi se authon. Esențială pentru om este capacitatea sa de a intra în relație de dialog, Socrate punând pe prim plan sufletul iar nu corpul. Socrate considera că scopul final al cunoașterii era dobândirea virtuții. Pentru Socrate, cunoașterea propriei noastre ființe și a destinului acesteia se realizează pe două căi:
- ritualic, pe cale oraculară, prin metode mantice, divinatorii;
- meditativ, prin cunoașterea de sine, care invită la contemplarea interioară, la introspecție, acțiune posibilă datorată intervenției daimonului.

Socrate a fost primul gânditor care a luat ca obiect al meditației sale ființa umană. Începând cu Socrate, omul devine în mod exclusiv o problemă pentru el însuși.
"Persoana ta este sufletul tău" spunea Socrate (Platon, Alcibiade, 138e).

## După 2500 de ani
Filosoful antic grec Socrate, care a plătit cu viața pentru învățătura și activitatea sa neconformistă, a fost achitat în 2012 după 2500 de ani de la moarte, într-un proces rejudecat, simbolic, în Grecia, fiind reprezentat de zece avocați și apărători ai drepturilor omului, rejudecarea procesului fiind organizată de Fundația Onassis.